# Launceston
Launceston je severotasmánský přístav na začátku ústí řeky Tamar a druhé největší město Tasmánie ležící 198 km od Hobartu. Založil jej v roce 1806 plukovník William Paterson a původně se jmenovalo Patersonia. Bylo přejmenováno podle rodného města královského guvernéra v anglickém hrabství Cornwall. Jde o třetí nejstarší město Austrálie.

## Zajímavosti
- Historický komplex Penny Royal World (komplex památných větrných mlýnů)

## Partnerská města
- Ikeda, Japonsko, 1965
- Napa, Kalifornie, USA, 1988
- Tchaj-jüan, Čína, 1995